# Gürdəh
Gürdəh (hay còn gọi là Girdaz, Gurdag, và Kyurdakh) là một ngôi làng thuộc vùng Quba của Azerbaijan.  Ngôi làng là một phần của đô thị Zıxır.